# 淤泥
淤泥（Silt），又稱沉泥或粉土，是泥土的基本組成成份之一。地質學中，淤泥是介於沙土及黏土之間，長約2到62微米、直徑4到9微米的一種顆粒狀物料，主要由石英及长石這兩種礦物組成。淤泥可能以土壤的成份或悬浊水體內的沉積物兩種形式出現。當河道泛濫，又或被山崩時的泥石流帶動，淤泥會在流動時隨同水體在沿途沉積成為土壤。由於淤泥的比表面积屬中度，非黏粘，有好像塑膠那樣帶彈性。當完全乾燥時，淤泥會變回粉塵般的幼細，但潮濕後立即又變回黏滑。在手持的放大鏡下，淤泥清晰可見，往往帶有尖銳的外表。當以牙齒咬或以舌頭觸摸時，這種棱角亦能感覺到，而這亦是分辨水中的淤泥或黏土的一種方法。

## 來源
淤泥是通過對其原石施以各種物理過程而產生。這些物理過程能夠通過利用原石內沙粒大小的石英晶体中的缺陷，將這些石英沙粒再細分。這些物理過程包括有：岩石表岩屑的風化作用、霜凍作用和鹽風化。當中主要的過程是岩石在被水體運輸時造成的磨損作用，例如：河流粉碎、風蝕磨損和冰川研磨。在半乾旱環境中，產生了大量的淤泥。乾燥後的淤泥又名粉砂，特別是由冰川作用形成的淤泥。礦物學上，淤泥的主要成份是石英和长石。主要由淤泥組成的沉积岩被稱為粉砂岩。強烈地震造成的液化是懸浮在水中的淤泥，水流動力從地下開始向上推。
由於淤泥沉積物（如黃土，一種主要由淤泥組成的土壤）似乎與亞洲和北美的冰川或山區有關，因此冰川研磨常被視為淤泥的主要來源。亞洲的高海拔地區已被確定為主要的淤泥產生地，淤泥堆積形成了印度北部和孟加拉國的肥沃土壤，以及中亞和中國北部的黃土。 長期以來，黃土一直被認為在缺乏附近山脈的沙漠中不存在或很少見（如澳大利亞及撒哈拉沙漠）。 然而，實驗室實驗表明，風蝕和河流過程可以非常有效地產生淤泥， 熱帶氣候中的風化作用也是如此。 沙塵暴似乎會產生大量淤泥，而以色列、突尼斯、尼日利亞和沙特阿拉伯發現的淤泥沉積物不能歸因於冰川作用。此外，相比之前認為，亞洲的沙漠源區可能對於黃土形成更為重要。與沙漠相比，冰川環境更有利於沉積和保存，因此部分研究結論誤以為冰川生產淤泥的速度較沙漠更高。
與冰川作用和寒冷風化相關的黃土可以通過尺寸分佈與與較熱地區相關的黃土區分開來。冰川黃土的典型粒徑約為 25 微米。沙漠黃土含有較大或較小的顆粒，沙塵暴中產生的細粉砂和粗粉砂部分可能代表出沙的細顆粒尾。

## 粒徑大小的條件
按巫登–溫特瓦分級（Udden–Wentworth scale），淤泥的粒徑屬於粉砂級的3.9至62.5 微米之間，比黏土大，但比沙粒小。國際標準化組織的ISO 14688以粒徑將幼細土壤分為下列四種類別：
- 粗粒淤泥（0.02 - 0.063 毫米）
- 中粒淤泥（0.0063 - 0.02 毫米）
- 幼粒淤泥（0.002 - 0.0063 毫米）
- 黏土（粒徑少於0.0063毫米）。

實際上，淤泥在化學上的成份與黏土完全不同；此外淤泥的粒徑在各個方向都大致相同，這一點亦是與黏土不同。再者，淤泥的尺寸往往重疊，即有多種不同粒徑的粉砂混合在一起。反而黏土由通過靜電力保持在一起的薄板狀顆粒形成，因此具有內聚力；相反淤泥並沒有這種內聚力。根據美国农业部（USDA）的土壤質地分類系統（Soil Texture Classification system）沙土和淤泥以0.05 mm的顆粒為分野。這套由美国农业部開發的系統後來亦為联合国粮食及农业组织（FAO）所採納。

### 定義
- 美國材料和試驗協會（ASTM）：200 號篩 - 0.005 毫米
- 美國農業部（USDA）：0.05 毫米 - 0.002 毫米
- 國際土壤科學學會（ISSS）：0.02 毫米 - 0.002 毫米

美國的土木工程師將淤泥定義為由可通過 200 號篩（0.074 毫米或更小）的顆粒構成、在潮濕時幾乎沒有可塑性及在風乾時幾乎沒有凝聚力的材料。 國際土壤科學學會將淤泥定義為含有 80% 或更多粒徑在 0.002 毫米至 0.02 毫米之間的顆粒的土壤，而美國農業部將截斷值定為 0.05 毫米。 淤泥一詞也非正式地用於含有大量沙子和粘土以及淤泥大小的顆粒的材料，或懸浮在水中的泥漿。

## 環境影響

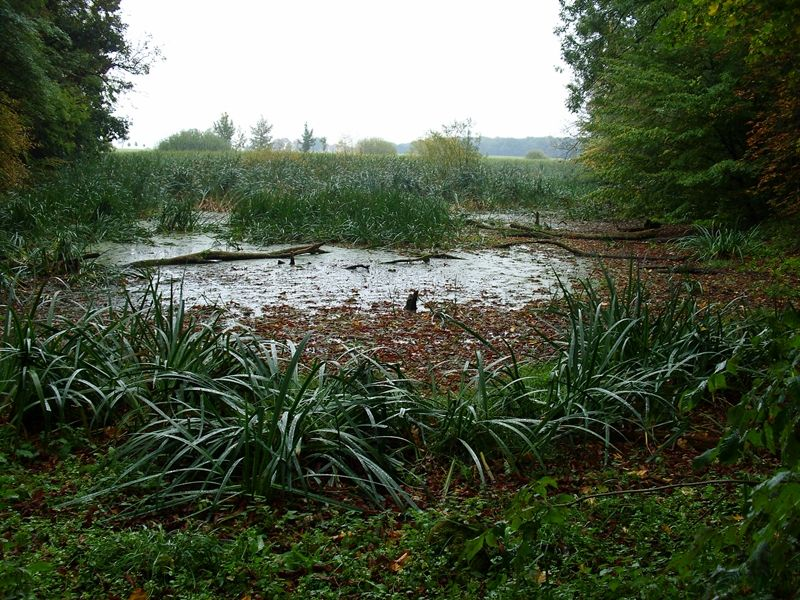
位於德国艾肖尔斯特的淤泥湖。

淤泥很容易被水帶走，而且顆粒足夠細，可以以灰塵的形式被空氣帶到很遠的地方。 最粗的淤泥顆粒（60 微米）僅需五分鐘即可從一米深的靜水中沉澱出來，而最細的淤泥顆粒（2 微米）可能需要幾天時間才能從靜水中沉澱出來。當淤泥作為污染物出現在水中時，這種現象被稱為淤積。.
由於堤壩系統，在整個 20 世紀，密西西比河沉積的淤泥減少，導致新奧爾良周圍三角洲地區的保護性濕地和離岸沙洲消失。 [48]
在孟加拉國東南部的諾阿卡利縣，1960 年代修建的水壩使淤泥逐漸累積，並形成新的土地，稱為「chars」。在過去 50 年中，該縣獲得了超過 73 平方公里的土地。在荷蘭的資助下，孟加拉國政府在 1970 年代後期開始協助開發新土地，此後這項開發計劃已演成由多機構合作，在新土地修建道路、涵洞、堤壩、颶風避難所、廁所和池塘，並向定居者分配土地。該計劃所分配的土地於 2010 年秋季達到 100 平方公里，獲分配土地的家庭達到 21,000 個。
在城市河流中，淤泥的一個主要來源是建築施工活動對土壤的擾動。 在鄉郊河流中，淤泥的主要來源包括農田耕作造成的侵蝕、對森林進行皆伐或刀耕火種。

## 文化象徵
尼罗河河岸上的黑色淤泥在古埃及是重生的象徵，往往與古埃及神靈之一的阿努比斯相關。

## 參看
- 侵蝕控制
- 非點源污染（英语：Nonpoint source pollution）
- 點源污染
- 沉積物控制（英语：Sediment control）
- 淤泥閘（英语：Silt fence）
- 淤積